# Oberamt Ellwangen

Karte der württembergischen Oberämter, Stand 1926

Das Oberamt Ellwangen war ein Verwaltungsbezirk im östlichen Württemberg (auf beigefügter Karte Nr. 12), der 1934 in Kreis Ellwangen umbenannt und 1938 aufgelöst wurde. Dabei kamen die meisten Gemeinden zum Landkreis Aalen (seit 1973 Teil des Ostalbkreises), zwei Gemeinden wurden dem Landkreis Hall (ab 1941 Landkreis Schwäbisch Hall) zugeteilt. Allgemeine Bemerkungen zu den württembergischen Oberämtern siehe Oberamt (Württemberg).

## Geschichte

Oberamt Ellwangen, Gebietsstand 1813, mit den früheren Herrschafts- und Ämtergrenzen
Legende

Im Vorgriff auf den Reichsdeputationshauptschluss nahm Württemberg im September 1802 das Territorium der Fürstpropstei Ellwangen in Besitz. Aus dessen nördlichem Teil wurde das Oberamt Ellwangen gebildet. 1806 kamen ehemals deutschordensche bzw. ritterschaftliche Orte hinzu. 1810 erfuhr der Bezirk eine Vergrößerung nach Osten, nachdem die Königreiche Bayern und Württemberg im Pariser Vertrag die gemeinsame Grenze endgültig festgelegt hatten. Das von 1818 bis 1924 dem Jagstkreis zugeordnete Oberamt grenzte an die württembergischen Oberämter Aalen, Neresheim, Crailsheim, Gaildorf sowie das Königreich Bayern.

### Ehemalige Herrschaften
Vor 1802 war die Zersplitterung von Hoheitsrechten im schwäbisch-fränkischen Grenzgebiet besonders ausgeprägt. Viele Herrschaften verfügten außerhalb ihrer Kerngebiete über Streubesitz bis herunter zu einzelnen Gütern, mit dem in aller Regel auch die niedere Gerichtsbarkeit über die jeweiligen Untertanen verbunden war.
1813, nach Abschluss der Gebietsreform, setzte sich der Bezirk aus Bestandteilen zusammen, die im Jahr 1800 (wenn nicht anders angegeben, ganz oder großteils) zu folgenden Herrschaften gehört hatten.
- Fürstpropstei Ellwangen
  - Stadt Ellwangen,
  - Ammanamt: Dalkingen, Rosenberg, Schrezheim, Schwabsberg,
  - Oberamt Tannenburg: Bühlertann, Bühlerzell,
  - Oberamt Rötlen: Ellenberg, Pfahlheim, Röhlingen, Stödtlen,
  - Oberamt Wasseralfingen: Westhausen, Buch.
  - Der Besitz des Stiftskapitels wurde getrennt verwaltet, seine Schwerpunkte lagen in und um Jagstzell, Neuler und Rindelbach. In einigen Orten waren sowohl fürstpröpstliche als auch kapitlische Untertanen ansässig.
- Fürstenhaus Oettingen
  - Oettingen-Spielberg: Walxheim, Gaxhardt, Regelsweiler, Strambach sowie Anteile an Nordhausen, Pfahlheim, Stödtlen, Unterschneidheim, Zipplingen und weiteren Orten,
  - Oettingen-Wallerstein: Geislingen, Harthausen, Lippach, Ober- und Unterwilflingen, Zöbingen sowie Anteile an Benzenzimmern, Walxheim und Wössingen,
  - beide Linien gemeinsam: Tannhausen,
  - Kloster Kirchheim, unter oettingischer Landeshoheit: Benzenzimmern, Niederroden, Bleichroden (teilweise).
- Brandenburg-Ansbach, seit 1792 Preußen: Zollhof, dazu Streubesitz in mehreren Gemeinden. Im Zuge der Revindikation kam 1796 der nördliche Randbereich des späteren Oberamtsbezirks unter preußische Landeshoheit.
- Reichsstadt Hall: Steinenbühl, Schönbronn, Hummelsweiler, Grünberg (teilweise).
- Reichsstadt Dinkelsbühl: Wört mit Grünstädt und Dürrenstetten, Weiler bei Dalkingen sowie Streubesitz in den späteren Gemeinden Stödtlen, Tannhausen und Unterschneidheim.
- Reichsstadt Nördlingen: Sechtenhausen sowie Streubesitz in Benzenzimmern, Oberschneidheim und Zipplingen.
- Reichsstadt Bopfingen: Streubesitz in Riepach, Ober- und Unterschneidheim, Walxheim, Zipplingen und Zöbingen.
- Reichsabtei Kaisheim: Streubesitz in Benzenzimmern, Geislingen, Unterwilflingen.
- Deutscher Orden
1789 wurden die Kommenden der Ballei Franken zum Oberamt Ellingen zusammengefasst und in der Folge als Ämter bezeichnet.
  - Amt Kapfenburg: Lauchheim, Westhausen (teilweise), Westerhofen, Zipplingen (teilweise),
  - Amt Oettingen: Nordhausen (teilweise), Zipplingen (mehrheitlich),
  - Amt Reimlingen: Nordhausen (mehrheitlich),
  - Amt Schneidheim (früher zur Kommende Nürnberg): Unterschneidheim (etwa zur Hälfte).
- Reichsritterschaft
Beim Kanton Kocher der schwäbischen Ritterschaft waren immatrikuliert:
  - Killingen (teilweise, Freiherr von Woellwarth),
  - Tannhausen (teilweise, Freiherr von und zu Thannhausen).
  - Zum Rittergut Adelmannsfelden (von Vohenstein, Erben) gehörten mehrere Weiler und Höfe sowie Streubesitz in den späteren Gemeinden Bühlerzell, Neuler, Rosenberg und Schrezheim, zum Rittergut Rechenberg (Freiherr von Berlichingen) der Ropfershof, zum Rittergut Matzenbach (Senft von Sulburg) die Neumühle bei Jagstzell.

## Gemeinden

### Einwohnerzahlen 1880
Folgende Gemeinden waren 1880 dem Oberamt Ellwangen unterstellt:
| Nr.   | frühere Gemeinde | Einwohnerzahl 1880 | Einwohnerzahl 1880 | Einwohnerzahl 1880 | heutige Gemeinde  |
| ----- | ---------------- | ------------------ | ------------------ | ------------------ | ----------------- |
| Nr.   | frühere Gemeinde | evangelisch        | katholisch         | Israeliten         | heutige Gemeinde  |
| 1     | Ellwangen        | 737                | 3875               | 85                 | Ellwangen (Jagst) |
| 2     | Benzenzimmern    | 227                | 1                  | –                  | Kirchheim am Ries |
| 3     | Bühlerthann      | 141                | 1368               | –                  | Bühlertann        |
| 4     | Bühlerzell       | 201                | 1085               | –                  | Bühlerzell        |
| 5     | Dalkingen        | 5                  | 570                | –                  | Rainau            |
| 6     | Ellenberg        | 32                 | 1077               | –                  | Ellenberg         |
| 7     | Geislingen       | –                  | 375                | –                  | Unterschneidheim  |
| 8     | Jagstzell        | 86                 | 1465               | 1                  | Jagstzell         |
| 9     | Lauchheim        | 47                 | 1034               | 132                | Lauchheim         |
| 10    | Lippach          | 4                  | 470                | –                  | Westhausen        |
| 11    | Neuler           | 110                | 1400               | –                  | Neuler            |
| 12    | Nordhausen       | 6                  | 332                | –                  | Unterschneidheim  |
| 13    | Pfahlheim        | 8                  | 1223               | 2                  | Ellwangen (Jagst) |
| 14    | Rindelbach       | 10                 | 1182               | –                  | Ellwangen (Jagst) |
| 15    | Röhlingen        | 2                  | 1822               | 3                  | Ellwangen (Jagst) |
| 16    | Rosenberg        | 483                | 1588               | –                  | Rosenberg         |
| 17    | Schrezheim       | 27                 | 1570               | –                  | Ellwangen (Jagst) |
| 18    | Schwabsberg      | 14                 | 855                | –                  | Rainau            |
| 19    | Stödtlen         | 567                | 917                | –                  | Stödtlen          |
| 20    | Thannhausen      | –                  | 1271               | –                  | Tannhausen        |
| 21    | Unterschneidheim | 1                  | 963                | –                  | Unterschneidheim  |
| 22    | Unterwilflingen  | –                  | 398                | –                  | Unterschneidheim  |
| 23    | Walxheim         | 210                | 13                 | –                  | Unterschneidheim  |
| 24    | Westhausen       | 33                 | 1473               | –                  | Westhausen        |
| 25    | Wörth            | 327                | 650                | –                  | Wört              |
| 26    | Zipplingen       | 1                  | 764                | –                  | Unterschneidheim  |
| 27    | Zöbingen         | 6                  | 745                | –                  | Unterschneidheim  |
| Summe | Summe            | 3285               | 28486              | 223                |                   |
| Total | Total            | 31994              | 31994              | 31994              |                   |

### Änderungen im Gemeindebestand seit 1813

Gemeinden und Markungen um 1860

Nachdem die Verfassung von 1819 die Grundlage für die kommunale Selbstverwaltung bereitet hatte, wurden Benzenzimmern, Nordhausen, Unterwilflingen und Walxheim zu selbständigen Gemeinden erhoben.
1842 wurde Jagsthausen (Oberamt Aalen) nach Westhausen eingemeindet.
Um 1853 wurde der Hof Herzert von Bühlerzell nach Adelmannsfelden (Oberamt Aalen) umgemeindet.
1932 wurde Berg von Baldern (Oberamt Neresheim) nach Lippach umgemeindet.
1933 wurde Hundslohe von Lauchheim nach Lippach umgemeindet.

## Amtsvorsteher
- 1807–1808: Ludwig Friedrich Hüttenschmid
- 1808–1810: Franz Georg Junghans
- 1810–1812: Immanuel Israel Hartmann
- 1812–1817: Heinrich Groß
- 1817–1819: Gottlieb Reuß (Amtsverweser)
- 1819–1835: Viktor Friedrich Sandberger
- 1835–1845: Friedrich Klemm
- 1846–1855: Ludwig Franz Kern
- 1855–1861: Karl August Weinheimer
- 1861–1868: Albert von Wolff
- 1868–1871: Carl Wilhelm von Heinz
- 1871–1877: Theodor Grözinger
- 1878–1883: Constantin von Renz
- 1884–1893: Adolf Göbel
- 1893–1896: Robert Entress
- 1896–1897: Eduard Vöhringer
- 1897–1914: Jakob Christmann
- 1914–1919: Emil Autenrieth
- 1919–1935: Eugen Haefele
- 1935–1938: Viktor Engel